# Даглас (Алабама)
Даглас (енгл. Douglas) град је у америчкој савезној држави Алабама. По попису становништва из 2010. у њему је живело 744 становника.

## Демографија
Према попису становништва из 2010. у граду је живело 744 становника, што је 214 (40,4%) становника више него 2000. године.
| Група             | 2000.       | 2010.       |
| Белци             | 510 (96,2%) | 686 (92,2%) |
| Афроамериканци    | 0 (0,0%)    | 6 (0,8%)    |
| Азијати           | 1 (0,2%)    | 0 (0,0%)    |
| Хиспаноамериканци | 14 (2,6%)   | 29 (3,9%)   |
| Укупно            | 530         | 744         |